# Канастеро
Канасте́ро (Asthenes) — рід горобцеподібних птахів родини горнерових (Furnariidae). Представники цього роду мешкають в Південній Америці.

## Опис
Канастеро — невеликі комахоїдні птахи з відносно довгими хвостами і тонкими, загостреними дзьобами. Їх довжина становить 14-22 см, а вага 10-30 г. Канастеро мають тьмяне, коричнювате забарвлення, у деяких видів поцятковане світлими смужками. Вони живуть на луках та інших відкритих місцевостях, переважно в Андах. Гнізда великі, куполопоподібні, зроблені з трави і гілочок.

## Види
Виділяють тридцять видів:
- Канастеро білочеревий (Asthenes dorbignyi)
- Канастеро темнокрилий (Asthenes arequipae)[7]
- Канастеро світлохвостий (Asthenes huancavelicae)[8]
- Канастеро консатський (Asthenes berlepschi)
- Канастеро короткодзьобий (Asthenes baeri)
- Канастеро сірочеревий (Asthenes luizae)
- Канастеро блідий (Asthenes hudsoni)
- Канастеро південний (Asthenes anthoides)
- Канастеро білобровий (Asthenes urubambensis)
- Канастеро смугастий (Asthenes flammulata)
- Канастеро перуанський (Asthenes virgata)
- Канастеро смугастохвостий (Asthenes maculicauda)
- Канастеро скельний (Asthenes wyatti)
- Канастеро рудокрилий (Asthenes sclateri)
- Канастеро строкатогорлий (Asthenes humilis)
- Канастеро андійський (Asthenes modesta)
- Корпуана чагарникова (Asthenes moreirae)
- Канастеро малий (Asthenes pyrrholeuca)
- Корпуана чорногорла (Asthenes harterti)
- Корпуана плямостощока (Asthenes helleri)
- Корпуана рудогорла (Asthenes vilcabambae)
- Корпуана аякучоанська (Asthenes ayacuchensis)[9]
- Канастеро каньйоновий (Asthenes pudibunda)
- Канастеро рудолобий (Asthenes ottonis)
- Канастеро болівійський (Asthenes heterura)
- Корпуана перуанська (Asthenes palpebralis)
- Корпуана венесуельська (Asthenes coryi)
- Корпуана періянська (Asthenes perijana)
- Корпуана білогорла (Asthenes fuliginosa)
- Корпуана еквадорська (Asthenes griseomurina)

За результатами молекулярно-генетичного дослідження низку видів, яких раніше відносили до родів Корпуана (Schizoeaca) і Чагарникова корпуана (Oreophylax) було переведено до роду Канастеро (Asthenes). Натомість чотири види, яких раніше відносили до роду Asthenes, були переведені до новоствореного роду Pseudasthenes.

## Етимологія
Наукова назва роду Asthenes походить від слова дав.-гр. ασθενης — незначний.